# بروس هالي
بروس هالي (بالإنجليزية: Bruce Haley)‏ هو مصور أمريكي، ولد في 16 يناير 1957.